# 익스터미네이터
《익스터미네이터》(영어: The Exterminator)는 미국에서 제작된 제임스 글리컨하우스 감독의 1980년 자경단 액션 영화이다. 로버트 긴티, 서맨사 에거, 크리스토퍼 조지 등이 출연하였고, 마크 번츠먼 등이 제작에 참여하였다. 베츠플로이테이션 영화로 분류된다.

## 출연
- 로버트 긴티
- 크리스토퍼 조지
- 서맨사 에거
- 스티브 제임스
- 조지 청
- 토니 디베네데토
- 딕 보첼리
- 패트릭 패럴리
- 미셸 해럴
- 톰 에버렛
- 어윈 키스
- 데니스 부치캐리스